# Awaji yumebutai
Pour les articles homonymes, voir Awaji (homonymie).

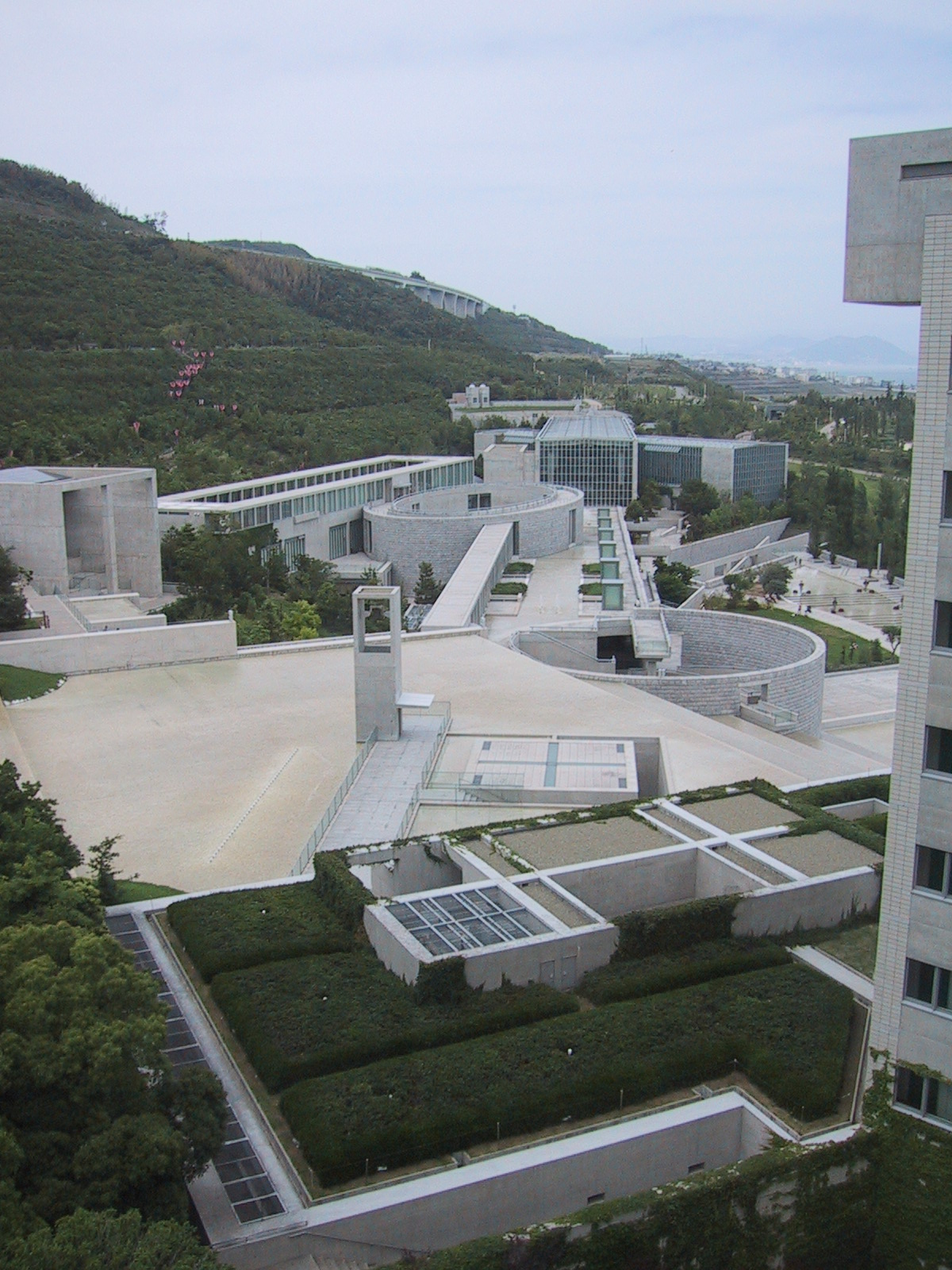
Le complexe Awaji yumebutai.

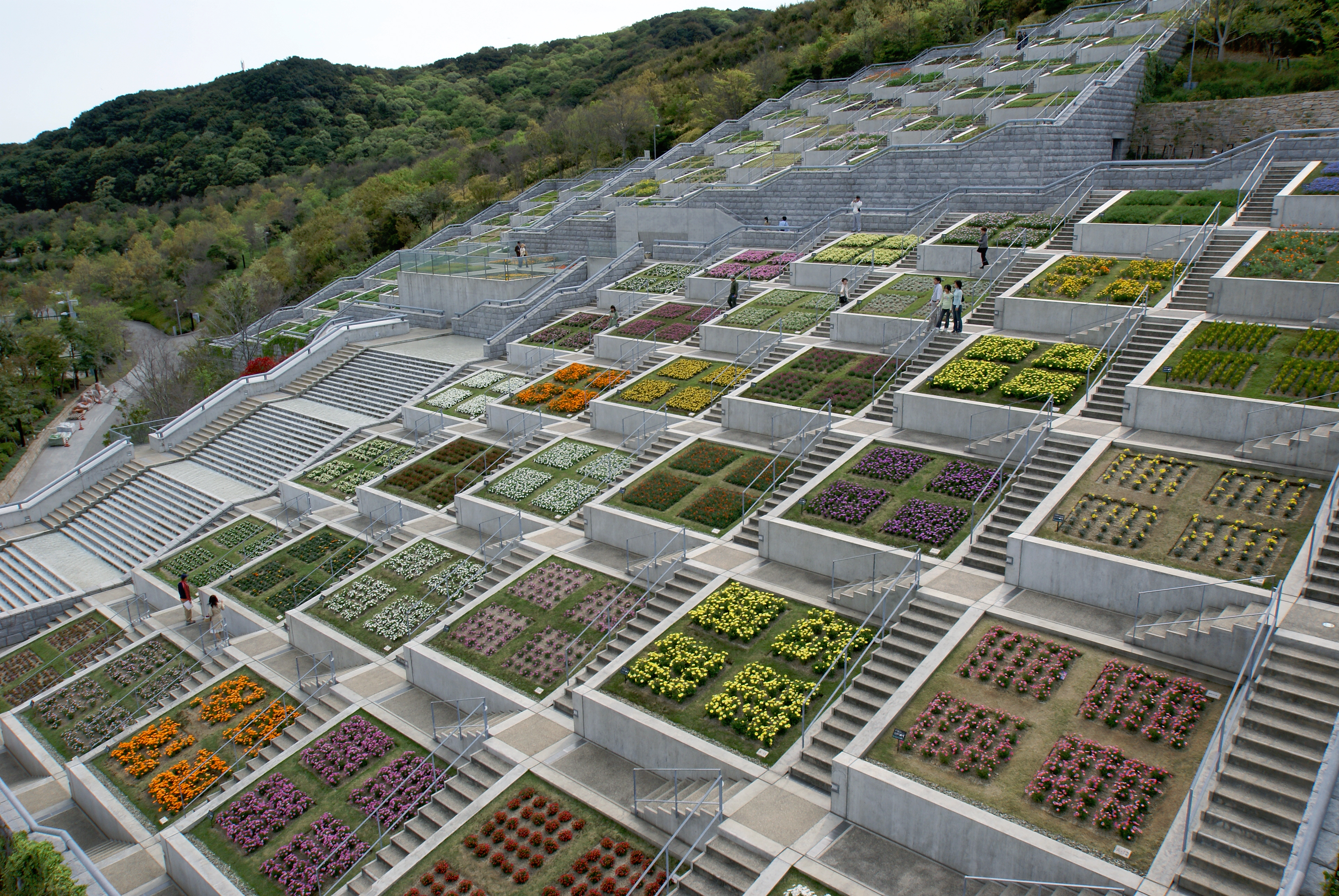
Le jardin en terrasses Hyakudan-en.

L’Awaji yumebutai (淡路夢舞台) est un complexe composé d'un palais des congrès, d’un hôtel, de jardins et de boutiques situé à Awaji, construit à la suite du séisme de 1995 de Kōbe. Il a été conçu par Tadao Ando.